# ネヴィル・マスケリン

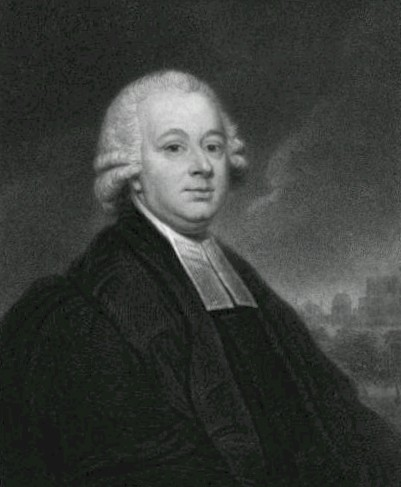
ネヴィル・マスケリン

ネヴィル・マスケリン（英: Nevil Maskelyne、1732年10月6日 - 1811年2月9日）はイギリスの天文学者である。1765年から1811年の間、5代目のグリニッジ天文台の台長になった。月距法（月の運行表をもとに経度を計測する方法）による経度の測定法の実用化につとめた。ジョン・ハリソンの機械時計による経度測定法と争った。

## 業績
1760年シリウスの位置の揺らぎを調べた。1761年、セントヘレナ島での金星の日面通過の観測を行った。セントヘレナ島への航海の途中で月距法による緯度計測を評価した。1763年に『英国航海者ガイド』を出版し，経度決定法の普及を行った。1772年スコットランドのシェハリオン山（en）のまわりで山の質量による重力の方向の変化を測定することにより地球の密度を推定するシェハリオンの実験をおこなった。この測定結果からチャールズ・ハットンは地球の密度を4.5と見積もった。（実際には5.5程度）